# 容凯拉 (孔迪镇)
容凯拉是葡萄牙波尔图区的一个堂区。总面积7.25平方公里，总人口2234人，人口密度308.1人/平方公里。